# 윌리엄 포크너
윌리엄 커스버트 포크너(William Cuthbert Faulkner, 1897년 9월 25일 ~ 1962년 7월 6일)는 미국의 작가이다. 20세기에 가장 영향력 있는 작가 중 한 사람으로, 그는 1949년 노벨 문학상을 받았다. 그의 명성은 장편 소설과 단편 소설에 바탕을 둔 것이지만 포크너는 시집도 냈고, 때때로 시나리오도 썼다.
포크너의 창작물 대부분은 그의 고향인 미시시피를 배경으로 하고 있고, 그는 미국 남부 문학에서 마크 트웨인, 플래너리 오코너, 테네시 윌리엄스와 함께 가장 중요한 작가 중 한 사람으로 여겨지고 있다. 1920년대 중반에 그의 책이 정기적으로 출판되었음에도 불구하고, 그는 노벨 문학상을 받기 전까지 그다지 많이 알려지지 않았다. 현재 그는 미국 역사 전체에 걸쳐 위대한 작가로 여겨지고 있다.
대표작으로는 The Sound and the Fury 음향과 분노 (1929), As I Lay Dying 내가 죽어 누워 있을 때 (1930), Light in August 8월의 빛 (1932). Absalom, Absalom! 압살롬, 압살롬 (1936) 등이 있다.